# Svante Svantesson Banér
Svante Svantesson Banér, född 6 juni 1624, död 1674, var riksråd och lagman i Värmland. Han gifte sig 1649 med Margareta Sparre (d. 1686).

## Biografi
Som herre över Djursholms gods lät han bygga det nuvarande Djursholms slott, sedan den gamla byggnaden brunnit ner 1656. Vid sin död 1674 begravdes han i Danderyds kyrka.

## Privatliv
Svante Svantessons föräldrar var riksrådet Svante Gustafsson Banér (1584–1628) och friherrinnan Ebba Grip (1583–1666).

### Barn
Svante Svantesson och Margareta Sparre fick barnen;
1. Johan Gabriel, född 1662, general. Ogift, död 1706.
2. Svante Mauritz, född 1666, död 1668 (2 år).
3. Ebba Margaretha Banér, gift med Mauritz Vellingk. Deras dotter Ulrika Kristina Wellingk (1687–1766), var gift med Johan Claesson Banér i hans andra äktenskap.
4. Sigrid Magdalena Banér, född 22 juli 1671, död 1733. Gift 4 januari 1691 i Stockholm med löjtnanten greve Jakob Stenbock.

## Karriär
- 1635 - Inskrevs vid Uppsala universitet
- 1650 - Hovstallmästare
- 1652-1654 - Landshövding i Uppsala län
- 1654 - Drottning Kristinas överstallmästare
- 1656-1660 - åter Landshövding i Uppsala län
- 1660 - Råd och hovrättsråd
- 1670 - Lagman över Värmlands lagsaga

## Ägande
Svante Svantesson ägde en hel del gods i Livland, Tärnö och Hörningsholm i Södermanland efter sina föräldrar samt Banérska palatset i Stockholm och Djursholm i Uppland inkluderande Lidingön.